# Яблоновецкий сельсовет
Яблоновецкий сельсовет — сельское поселение в Петровском районе Тамбовской области Российской Федерации.
Административный центр — село Яблоновец.

## История
Статус и границы сельского поселения установлены Законом Тамбовской области от 17 сентября 2004 года № 232-З «Об установлении границ и определении места нахождения представительных органов муниципальных образований в Тамбовской области».

## Население
| 2010 | 2012 | 2013 | 2014 | 2015 | 2016 | 2017 |
| ---- | ---- | ---- | ---- | ---- | ---- | ---- |
| 1002 | ↘970 | ↘926 | ↘899 | ↘883 | ↘871 | ↘833 |
| 2018 | 2019 | 2020 | 2021 |      |      |      |
| ↘817 | ↘804 | ↘769 | ↘597 |      |      |      |

## Состав сельского поселения
| № | Населённый пункт | Тип населённого пункта       | Население |
| - | ---------------- | ---------------------------- | --------- |
| 1 | Мордовка         | деревня                      | 18        |
| 2 | Хренное          | село                         | ↘327      |
| 3 | Яблоновец        | село, административный центр | ↘657      |